# Bernice Lapp
Bernice Ruth Lapp, född 11 september 1917 i North Plainfield i New Jersey, död 8 september 2010 i Edison i New Jersey, var en amerikansk simmare.
Lapp blev olympisk bronsmedaljör på 4 x 100 meter frisim vid sommarspelen 1936 i Berlin.